# Maccabi Nazaret YMCA
Maccabi Nazaret YMCA (hebr. מכבי ימק"א נצרת) – izraelski klub koszykarski z siedzibą w Nazarecie.

## Historia
Koszykarski klub Maccabi Nazaret YMCA został założony w latach 80. XX wieku. Należy on do międzynarodowej organizacji chrześcijańskiej YMCA i umożliwia arabskiej społeczności Nazaretu aktywność sportową. Przez krótki czas klub brał udział w rozgrywkach Izraelskiej Super Ligi. Obecnie prowadzi rozgrywki w niższej lidze.